# 陸中松川車站

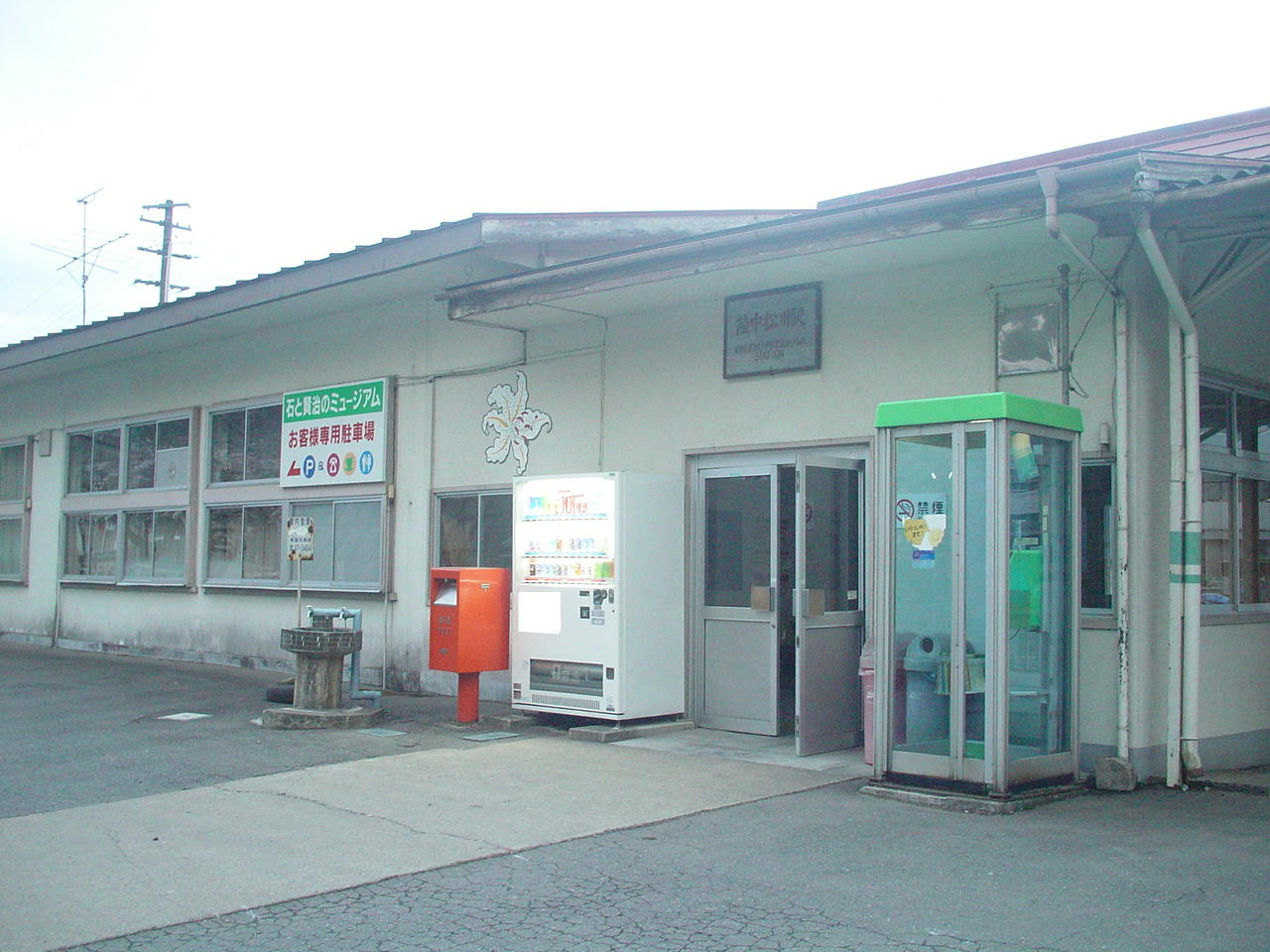
改建前的陸中松川車站舊站房。

陸中松川車站（日语：／ Rikuchū-matsukawa eki */?）是東日本旅客鐵道（JR東日本）大船渡線沿線的鐵路車站，位於岩手縣一關市東山町。陸中松川站在JR東日本盛岡支社管轄範圍內，由氣仙沼車站代為管理。
在過去，陸中松川曾是距離猊鼻溪與原東山町中心地帶最近的車站，而被列為急行列車的停車站之一。但1986年時隔鄰的猊鼻溪車站啟用之後，本站的重要性就相對降低了。

## 車站構造
對向式月台2面3線的地面車站。各月台以站內平交道連絡。
設有站舍。氣仙沼站管理的無人站。

### 月台配置
| 月台 | 路線      | 方向                   | 目的地     |
| ---- | --------- | ---------------------- | ---------- |
| 1    | ■大船渡線 | 下行                   | 氣仙沼方向 |
| 2    | ■大船渡線 | 上行                   | 一之關方向 |
| 3    | ■大船渡線 | 臨時月台（可進行折返） |            |

## 歷史
- 1925年（大正14年）7月26日 - 以國有鐵道大船渡線沿線車站之姿啟用。初設時原為一般車站。
- 1984年（昭和59年）2月1日 - 停辦行李托運服務。
- 1987年（昭和62年）4月1日 - 日本國鐵分割民營化，車站管轄劃歸由東日本旅客鐵道與日本貨物鐵道（JR貨物）繼承。
- 1992年（平成2年）12月1日 - 無人車站化。
- 1996年（平成8年）2月23日 - 貨運列車最後一次在本站停靠。之後的列車改利用自本站分歧的專用線直接駛往三菱材料（三菱マテリアル）岩手工廠。
- 1999年（平成11年）3月31日 - JR貨物所屬的貨運站廢站，完全停辦貨運服務。
- 2010年（平成22年）3月 - 站房改建。

## 相鄰車站
東日本旅客鐵道
■大船渡線
岩之下－陸中松川－猊鼻溪

## 外部連結
- JR東日本－陸中松川站 （页面存档备份，存于）（日語）

38°58′35.63″N 141°14′15.13″E / 38.9765639°N 141.2375361°E